# Bosansko-podrinjski kanton Goražde
Bosansko-podrinjski kanton Goražde (do leta 2001 Goraždansko-podrinjski kanton) je eden od desetih kantonov Federacije Bosne in Hercegovine v Bosni in Hercegovini.
Bosansko-podrinjski kanton Goražde skoraj v celoti obkroža Republika Srbska, razen na zahodu, kjer meji na Kanton Sarajevo. Skupna površina kantona znaša 504,6 km² (za Posavskim kantonom drugi najmanjši), kar predstavlja 1,93 % površine Federacije in 0,99 % ozemlja Bosne in Hercegovine. Po podatkih popisa prebivalstva iz leta 2013 ima kanton najmanj prebivalcev (23 734) in drugo najredkejšo poselitev (47/km²) izmed vseh bosansko-hercegovskih kantonov.
H kantonu spadajo glavno mesto Goražde ter občini Foča-Ustikolina in Pale-Prača.